# Кривенко Яків Миколайович
Яків Миколайович Кривенко (4 листопада 1909, станція Алексєєвка, Воронезька губернія, Російська імперія (нині Білгородська область, РФ — 18 травня 1992, Одеса, Україна) — український радянський залізничник, Герой Соціалістичної Праці, депутат Верховної Ради УРСР 3—6-го скликань. Член ЦК КПУ в 1952—1971 роках.

## Біографія
Народився в родині залізничника. Батько працював кочегаром на водокачці залізничної станції. З станції Олексіївка родина переїхала до міста Розсош Воронезької губернії.
У вересні 1926 — квітні 1928 року працював учнем кіномеханіка, кіномеханіком клубу станції Розсош Воронезької губернії. З квітня 1928 року працював слюсарем локомотивного депо станції Розсош Південно-Східної залізниці. У червні 1929 — 1930 року — голова Розсошанського дільничного комітету професійної спілки будівельників.
Член ВКП(б) з 1930 року.
У 1930—1935 роках навчався в Ленінградському інституті інженерів залізничного транспорту, де отримав фах інженера з експлуатаційної й вантажної роботи.
У червні — грудні 1935 року — ревізор руху Кузнецького відділення експлуатації Томської залізниці. У грудні 1935 — квітні 1937 року — заступник начальника станції Новокузнецьк Томської залізниці.
У квітні — липні 1937 року — заступник начальника технічного відділу служби руху Томської залізниці. У липні 1937 — травні 1938 року — начальник технічного відділу служби руху Томської залізниці.
З травня 1938 року по серпень 1941 року — начальник служби руху, а з серпня 1941 по жовтень 1942 року — заступник начальника Томської залізниці.
У жовтні 1942 — листопаді 1944 року — заступник начальника Туркестано-Сибірської залізниці.
У листопаді 1944 — січні 1947 року — заступник начальника Північно-Донецької залізниці.
З січня 1947 року по березень 1948 року — заступник начальника Донецького округу залізниць.
У березні 1948 — травні 1953 року — начальник Північно-Донецької залізниці.
У травні 1953 — травні 1968 року — начальник Донецької залізниці.
У травні 1968 — квітні 1973 року — начальник Одесько-Кишинівської залізниці.
З квітня 1973 року перебував на пенсії, працював радником віце-міністра по залізничному транспорту Міністерства цукрової промисловості Республіки Куба.
Помер 18 травня 1992 року в Одесі.

## Нагороди і почесні звання
Указом Президії Верховної Ради СРСР від 1 серпня 1959 року за видатні успіхи, досягнуті в справі розвитку залізничного транспорту, Кривенку Якову Миколайовичу присвоєне звання Героя Соціалістичної Праці з врученням ордена Леніна і золотої медалі «Серп і Молот».
Нагороджений двома орденами Трудового Червоного Прапора, орденом «Знак Пошани» й медалями.
Також нагороджувався Почесною грамотою Президії Верховної Ради Української РСР (3.11.1969), Почесною грамотою Верховної Ради Казахської РСР, нагрудними знаками «Почесний залізничник», «Отличный движенец», «Ударник Сталінського призову», іменним золотим годинником від Міністра шляхів сполучення СРСР.